# Utero
L'utero è un importante organo che fa parte dell'apparato genitale femminile degli esseri umani e della maggior parte dei mammiferi. Nell'essere umano, l'estremità inferiore dell'utero, la cervice, si apre nella vagina, mentre l'estremità superiore è collegata alle tube di Falloppio. È dentro l'utero che il feto si sviluppa durante la gestazione. Nell'embrione l'utero si sviluppa a partire dai condotti di Müller, che fondono nel singolo organo. L'utero ha forme diverse in molti altri animali e in alcuni esiste come due uteri separati noti come un utero doppio.

## Anatomia umana

### Posizione e legamenti
L'utero, che fa parte dell'apparato genitale femminile, è un organo impari e mediano posto al centro della piccola pelvi, tra la vescica (anteriormente) e il retto (posteriormente). È coperto da una piega simile al peritoneo, detta legamento largo che, dopo aver rivestito l'utero, si distacca ai suoi lati per fissarsi alla piccola pelvi, venendo a costituire i due legamenti larghi destro e sinistro.
Anteriormente l'utero poggia sulla vescica, dalla quale è separato tramite il recesso peritoneale (cavo vescico-uterino) che solitamente è una cavità virtuale; posteriormente è in rapporto col retto attraverso l'interposizione di un altro recesso peritoneale, il cavo retto-uterino, detto anche cavo del Douglas, che solitamente contiene anse dell'intestino tenue; lateralmente dall'utero prendono inserzione, su entrambi i lati, i legamenti larghi.
I legamenti larghi sono pieghe peritoneali quadrangolari, poste trasversalmente, che dividono la piccola pelvi in una zona anteriore o vescicale e una zona posteriore o rettale. I legamenti larghi contengono tessuto connettivo e strutture vasali e legamentose (legamento rotondo, tuba uterina, uretere, parte delle ovaie). Dai legamenti larghi si sollevano posteriormente le pieghe retto-uterine o pieghe del Douglas, che delimitano l'omonimo cavo retto-uterino.
I legamenti rotondi sono cordoni fibromuscolari che decorrono lungo i due lati dell'utero fino alle grandi labbra.
I legamenti utero-sacrali sono fasci fibrosi contenuti nello spessore delle pieghe retto-uterine che, partendo dall'utero, terminano fissandosi al periostio delle vertebre sacrali.

### Struttura

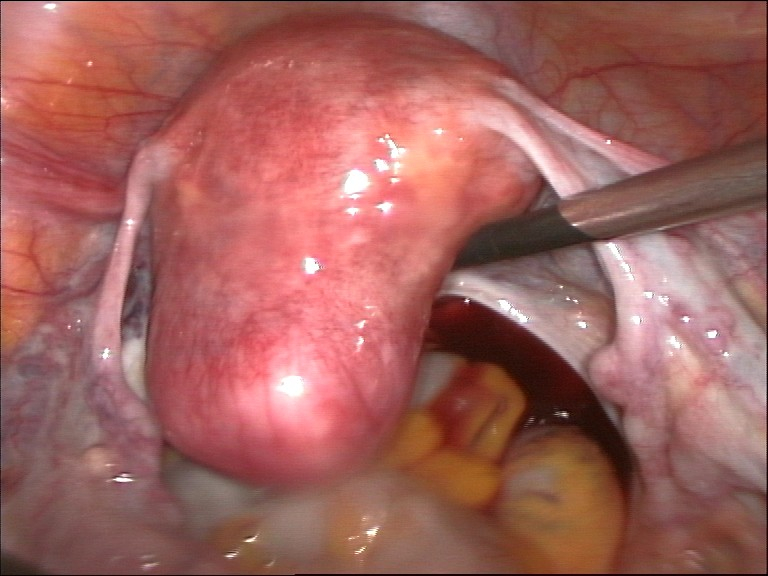
Utero durante un'isterectomia in laparoscopia

L'utero umano ha una forma simile a quella di una pera; mediamente è lungo circa 7,6 cm e largo circa 4,5 (da lato a lato). Un tipico utero adulto pesa circa 60 grammi.
L'utero può essere diviso anatomicamente in quattro regioni:
- Corpo, parte centrale dell'utero, la quale contiene l'orifizio interno dell'utero.
- Fondo dell'utero, la parte più estesa che termina superiormente.
- Cervice, collo che penetra nella sottostante vagina fino a sporgere all'interno di essa nel cosiddetto muso di tinca, il quale è separato dalla parete interna della vagina da uno spazio anulare detto fornice della vagina.

La struttura dell'utero è quella tipica degli organi cavi: è formato da una parete costituita da una successione di tonache che circoscrivono un lume. Nel caso dell'utero queste tonache sono:
- Strato più interno (la tonaca mucosa o endometrio) che si inspessisce durante il ciclo mestruale in preparazione dell'impianto dell'embrione
- Strato muscolare o miometrio è uno spesso strato muscolare contenente la maggior parte dei vasi sanguigni e nervi che riforniscono l'utero
- Rivestimento peritoneale detto anche perimetrio è il proseguimento del peritoneo pelvico. Questo è lo strato scivoloso di tessuto connettivo che riveste la cavità pelvica.

### Asse
La posizione dell'utero rispetto al bacino è caratteristica: l'asse maggiore di questo forma con l'asse maggiore del bacino un angolo aperto anteriormente (angolo di versione) di circa 60° (condizione detta antiversione fisiologica), mentre l'asse del corpo forma con l'asse del collo uterino un angolo ottuso (angolo di flessione) di circa 150°, aperto anteriormente (antiflessione fisiologica). Normalmente l'utero si trova in antiversione e anteflessione. Nella maggior parte delle donne, l'asse maggiore dell'utero è piegato in avanti sull'asse della vagina, contro la vescica urinaria. Questa posizione è indicata come antiversione dell'utero. Inoltre, l'asse del corpo dell'utero è piegato in avanti a livello dell'asse maggiore della cervice. Questa posizione è definita anteflessione dell'utero. L'utero assume una posizione anteposta nel 50% delle donne, una posizione retroversa nel 25% delle donne e una posizione intermedia nel restante 25% delle donne.

### Innervazione
I nervi afferenti che forniscono l'utero sono i nervi spinali T11 e T12. L'apporto simpatico proviene dal plesso ipogastrico e dal plesso ovarico. L'innervazione parasimpatica proviene dal secondo, terzo e quarto nervo sacrale.

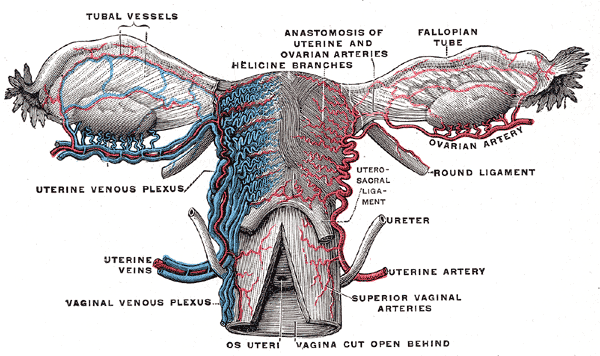

### Vasi sanguigni
L'utero è rifornito dal sangue arterioso sia dall'arteria uterina che dall'arteria ovarica.

### Sviluppo
I dotti bilaterali di Müller si formano durante la vita fetale. Nei maschi, l'ormone antimülleriano (AMH) secreto dai testicoli porta alla loro regressione. Nelle femmine, questi condotti danno origine alle tube di Falloppio e all'utero. Nell'uomo i segmenti inferiori dei due dotti si fondono per formare un singolo utero. Nei casi di malformazioni uterine lo sviluppo può essere disturbato. Le diverse forme uterine nei mammiferi sono dovute a diversi gradi di fusione dei due dotti mulleriani.

## Funzione
La funzione riproduttiva dell'utero è di accettare un ovulo fecondato che passa attraverso la giunzione utero-tubarica dalla tuba di Falloppio. L'ovulo fecondato si divide per diventare una blastocisti, che si impianta nell'endometrio e ricava nutrimento dai vasi sanguigni che si sviluppano esclusivamente per questo scopo. L'ovulo fecondato diventa un embrione, si attacca alla parete dell'utero, crea una placenta e si sviluppa in un feto fino al parto. A causa delle barriere anatomiche quali il bacino, l'utero viene spinto nell'addome a causa della sua espansione durante la gravidanza. Anche durante la gravidanza la massa di un utero umano ammonta a solo un chilogrammo circa. Durante la gravidanza il tasso di crescita del feto può essere valutato misurando l'altezza del fondo.
L'utero ha anche un ruolo sessuale, perché dirige il flusso sanguigno verso il bacino e le ovaie e i genitali esterni, tra cui la vagina, le labbra e il clitoride.

## In medicina

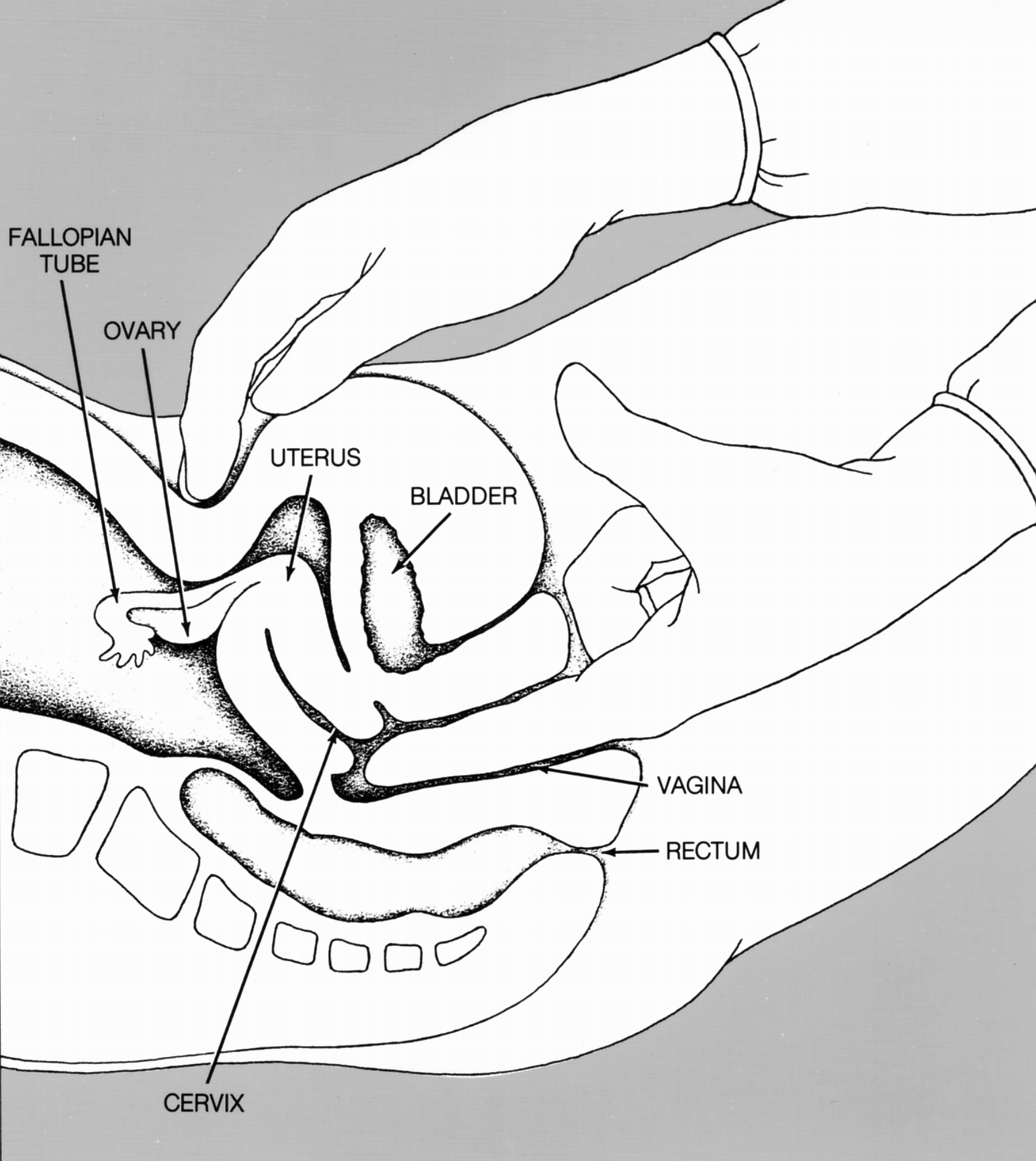
Esame pelvico digitale

Esistono diverse manovre e esami diagnostici per patologie uterine, tra i quali esami colturali e digitali.
Un'isterectomia è la rimozione chirurgica dell'utero che può essere effettuata per diverse ragioni, tra cui la rimozione di tumori benigni e maligni. Un'isterectomia completa comporta la rimozione del corpo, del fondo e della cervice uterina. Una isterectomia parziale può comportare la rimozione del corpo uterino lasciando intatta la cervice. È la procedura chirurgica ginecologica più comunemente eseguita.
Alcuni stati patologici dell'utero includono:
- Prolasso dell'utero
- Carcinoma della cervice – neoplasia maligna
- Carcinoma dell'utero – neoplasia maligna
- Fibromi – neoplasie benigne
- Adenomiosi – crescita ectopica del tessuto endometriale all'interno del miometrio
- Endometrite – infezione alla cavità uterina
- Piometra – infezione dell'utero, più comunemente osservata nei cani
- Malformazioni uterine principalmente congenite tra cui i dideliti uterini, l'utero bicorne e l'utero settato. Include anche l'assenza congenita dell'utero o sindrome di Rokitansky
- La sindrome di Asherman, nota anche come adesione intrauterina, si verifica quando lo strato basale dell'endometrio viene danneggiato da strumentazione o infezioni come la tubercolosi endometriale con conseguente cicatrizzazione endometriale seguita da formazione di adesioni che eliminano la cavità uterina.
- Ematometria, che è l'accumulo di sangue all'interno dell'utero.[5]
- Accumulo di liquidi diversi dal sangue o di provenienza sconosciuta. Uno studio è giunto alla conclusione che le donne in post-menopausa con comparsa di fluidi endometriali sull'ecografia ginecologica dovrebbero sottoporsi a biopsia endometriale se il rivestimento endometriale è più spesso di 3 mm o il liquido endometriale è ecogeno. In caso di un rivestimento spesso 3 mm o meno e di liquido endometriale trasparente, la biopsia endometriale non è considerata necessaria, ma vengono raccomandate ulteriori analisi per escludere il cancro endocervicale.[6]
- Miometrite – infiammazione della parete muscolare dell'utero.[7]

## Nella chirurgia
Al 2023, il trapianto di utero è stato realizzato da donna a donna (nata con questo sesso biologico), su persone affette da alcune patologie di questo organo.
Nel settembre 2014 è stato documentato il caso di un bambino svedese nato sano da una donna che era venuta alla luce priva di utero e alla quale era stato trapiantato quest'organo. Nel novembre 2014 si sono verificate altre due nascite all'interno dello stesso trial clinico di 9 donne.

## Altri animali
La maggior parte degli animali che depongono uova, come uccelli e rettili, inclusa la maggior parte delle specie ovovivipari, hanno un ovidotto invece di un utero. Nelle specie ovipare riveste la cellula uovo dell'albume e del guscio, mentre nelle vivipare è destinato ad accogliere la blastula, ovvero l'embrione nella fase che segue la segmentazione e precede la gastrulazione.
Nei monotremi, mammiferi che depongono le uova, come l'ornitorinco e l'echidna, il termine utero o ovidotto viene usato per descrivere lo stesso organo, ma non si sviluppa una placenta all'interno della madre e quindi l'uovo non riceve ulteriore nutrimento dopo la formazione e la fecondazione.
I marsupiali hanno due uteri, ognuno dei quali si connette a una vagina laterale. Entrambi utilizzano una vagina centrale, che funziona come canale del parto.